# Mi Delirio (албум)

„Mi Delirio“ (срп. Моје лудило) је пети студијски албум мексичке глумице и певачице Анаи који је пуштен у продају  24. новембра 2009. године преко издавачке куће ЕМИ.

## Позадина
Албум представља мешавину попа, денса и балада. Албуму су, писањем текстова и њиховом продукцијом, допринели су Клаудија Брант (Claudia Brant), Руди Маја (Rudy Maya), Емилио Авиља (Emilio Ávila), Глорија Треви (Gloria Trevi), Анхел Рејеро (Ángel Reyero), Гиљермо Росас (Guillermo Rosas), као и сама Анаи која је писала текстове неких песама.

## Нумере
1. Mi Delirio
2. Quiero
3. Qué Más Da
4. Hasta Que Llegues Tú
5. No Te Quiero Olvidar
6. Me Hipnotizas
7. Para Qué
8. Te Puedo Escuchar
9. Él Me Mintió
10. Gira La Vida
11. Hasta Que Me Conociste

## Синглови
"Mi Delirio" је први сингл са албума који је пуштен у продају преко "ајТјунса" 19. августа 2009. године. Музички спот је снимљен у Лос Анђелесу у октобру 2009. године, а премијерно је приказан 17. новембра 2009. "Quiero" је планиран да буде објављен 11. децембра 2009. године.

### Промо синглови
Пре објаве албума, објављена су три промо сингла на Епл-ов "ајТјунс" и тај потез је назван "одбројавање до албума "Mi Delirio". "Te Puedo Escuchar" је први промо сингл који је објављен 3. новембра 2009. године и он је заузео 2. место на мексичким топ-листама. "El Me Mintió" је промо сингл који је објављен 10. новембра 2009. године и заузео је 6. место на мексичким, а 22. место на латино америчким топ-листама. "Hasta Que Llegues Tu" је трећи сингл објављен 17. новембра 2009. године.

## Везе
- AnahíMagia.com —Анаин званични сајт